# 和平 (前凉)
和平（354年-355年九月）是前凉威王张祚的年号，共计2年。当时，张祚自称皇帝。这是前凉唯一一个没有袭用晋朝年号的年号。
和平二年闰九月前凉冲王张玄靓即位，复改元建兴四十三年，继续袭用西晋晋愍帝的年号。

## 纪年
| 和平 | 元年  | 二年  |
| ---- | ----- | ----- |
| 公元 | 354年 | 355年 |
| 干支 | 甲寅  | 乙卯  |

## 参看
- 中国年号索引
- 其他时期使用和平的年号
- 同一时期存在的其他政权的年号
  - 永和（345年-356年）：东晋皇帝晋穆帝的年号
  - 元玺（352年十一月-357年正月）：前燕政权慕容儁年号
  - 皇始（351年-355年五月）：前秦政权苻健年号
  - 寿光（355年六月-357年五月）：前秦政权苻生年号
  - 建国（338年十一月-376年）：北魏政权拓跋什翼犍年号